# Görlitz
Görlitz ( Görlitz (?·pàg.)), (alt sòrab: Zhorjelc, baix sòrab: Zgórjelc, txec: Zhořelec, polonés: Zgorzelec) és la ciutat més oriental d'Alemanya, i es troba en la part de l'Alta Lusàcia situada a la Baixa Silèsia (Polònia). Görlitz és la sisena ciutat per grandària de l'estat de Saxònia, després de Leipzig, Dresden, Chemnitz, Zwickau i Plauen. En redefinir les fronteres finalitzada la Segona Guerra Mundial el costat oriental de la ciutat, de mida molt menor, va passar a pertànyer a Polònia, rebent el nom de Zgorzelec.

## Història
Després del Congrés de Viena (1815) va passar a formar part de Prússia, adscrita a la Baixa Silèsia. En l'actualitat és, juntament amb les ciutats de Hoyerswerda i Bautzen, el principal centre de la regió anomenada Oberlausitz-Niederschlesien (Alta Lusacia-Baixa Silèsia), una de les cinc regions que formen l'estat de Saxònia. Afortunadament, l'anomenada "perla de la Baixa Silèsia" es va lliurar de la destrucció durant la Segona Guerra Mundial, per la qual cosa al judici dels amants de les arts i la història constitueix una de les ciutats més boniques d'Alemanya, i compta amb uns 4.000 edificis acuradament restaurats declarats monuments. Görlitz és membre de la Euroregion Neisse.

## Geografia
Görlitz es troba a la regió de Oberlausitz (Alta Lusàcia), a la riba occidental del riu Neisse. L'antiga part de la ciutat situada a la riba dreta pertany a Polònia, amb el nom de Zgorzelec, des que - acabada la Segona Guerra Mundial - es va redefinir la frontera entre la zona d'ocupació soviètica i Polònia. En l'actualitat la col·laboració entre les dues ciutats és molt estreta, presentant-se a la resta d'Europa com una sola ciutat. De fet, van presentar, sense èxit, la seva candidatura conjuntament com a Capital Europea de la Cultura per a l'any 2010.
L'elevació màxima del territori que pertany a la ciutat, el constitueix la Landeskrone (420 m) i la zona més baixa es troba a la vora del riu (185 m).

## Curiositats
A l'hivern l'hora en Görlitz coincideix amb l'hora astronòmica perquè el meridià 15, pel qual es regeix la franja horària de Centreeuropa, travessa la ciutat.
El 1949 Görlitz va superar la xifra de cent mil habitants. Això va ser degut a les onades de desplaçats que procedien dels territoris alemanys de l'Est d'Europa amb anterioritat a la guerra. Al cap de poc temps la xifra va decréixer i actualment és d'aproximadament 60.000 habitants.

## Personatges il·lustres
- Michael Ballack, futbolista
- Friedrich Johannes Nucius compositor musical
- Johann Gottlob Harrer (1702-1755) compositor i director de cors.
- Hans Georg Dehmelt (1922) físic, Premi Nobel de Física de l'any 1989.
- Adan Puschmann (1532-1600) sabater i músic.
- Reinhold Succo (1837-1879), compositor musical i organista.